# Toki Masafusa
Toki Masafusa (土岐 頼芸?; 1467 – 12 luglio 1519) fu un capo del clan Toki durante il periodo Sengoku.
Figlio di Toki Shigeyori fu shugo della provincia di Mino. Dovette reprimere diverse ribellioni nella provincia e fu aiutato dal clan Asakura della provincia di Echizen (1518). I suoi figli furono Toki Yorizumi e Toki Yorinari.